# Бернвард (Вюрцбург)
Бернвард (на немски: Bernward; † 995, остров Евбея) е от 990 до 995 г. епископ на Вюрцбург.

## Биография
Той последва епископ Хуго и продължава да възстановява изгорените през войните манастири.
Император Ото III го изпраща заедно с гръка Йоан Филагатос в Константинопол да му намерят годеница. Бернвард умира по пътя през 995 г. на остров Евбея. Новият епископ на Вюрцбург става през 996 г. Хайнрих I.